# Pablo Iglesias (1850–1925)

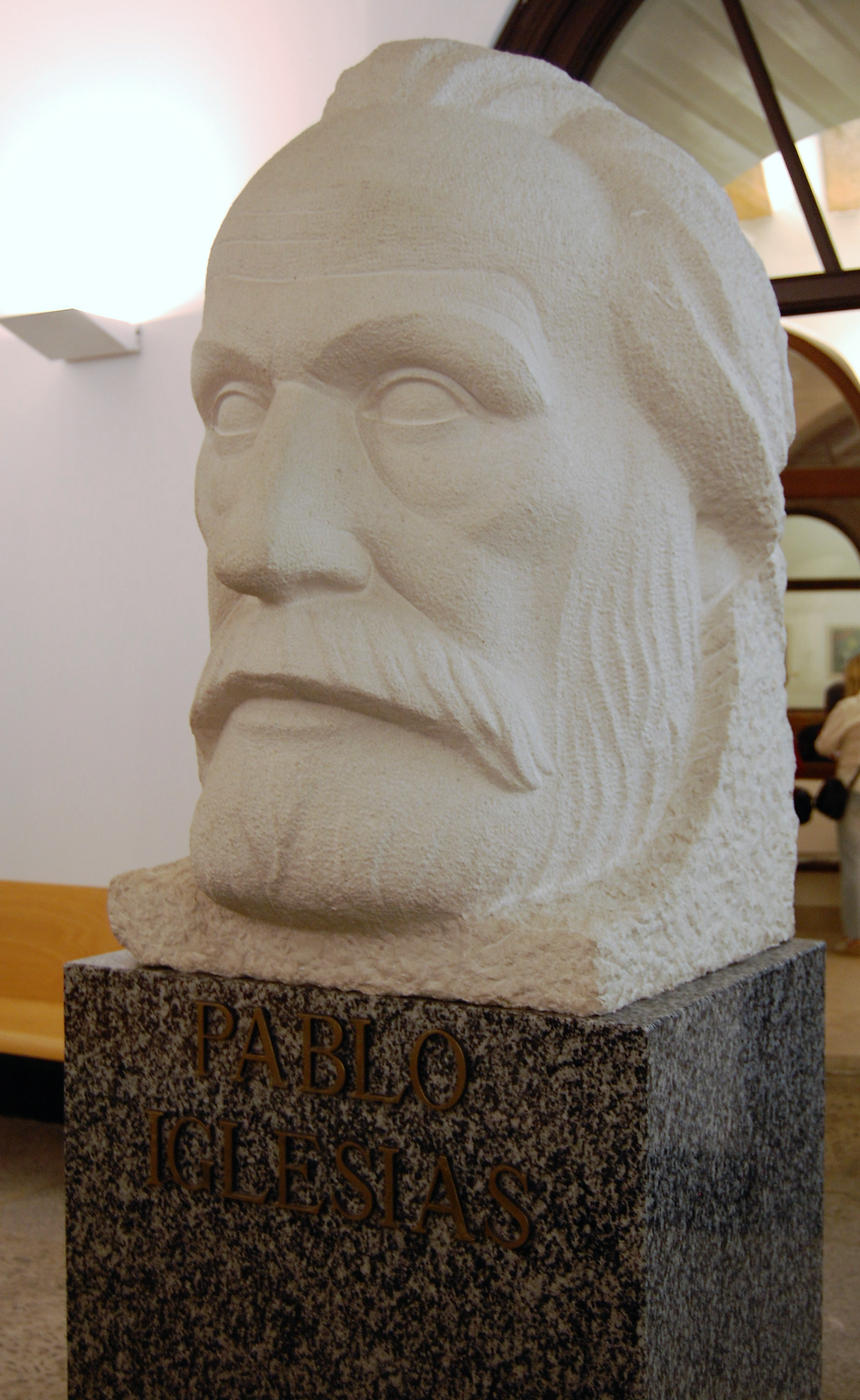
Pablo Iglesias (José Noja, 2001)

Pablo Iglesias Posse (ur. 18 października 1850 w Ferrol (La Coruña), zm. 9 grudnia 1925 w Madrycie) – hiszpański polityk o poglądach marksistowskich, założyciel Hiszpańskiej Socjalistycznej Partii Robotniczej (PSOE) i Powszechnego Związku Robotników (UGT), był również założycielem gazety „El Socialista” (1886).
Pochodził ze skromnej rodziny. Od szóstego do dziewiątego roku życia uczęszczał do szkoły. Po śmierci ojca w 1859 roku wraz z matką i bratem przeniósł się do Madrytu, licząc na pomoc krewnego. Z powodu braku funduszy został umieszczony w przytułku San Fernando, który opuścił w wieku 12 lat. Skutki ciężkich warunków, jakie panowały w schronisku odbiły się znacząco na jego stanie zdrowia w późniejszym czasie. Po ukończeniu edukacji oraz szkoleniu na drukarza rozpoczął pracę w drukarni, jednocześnie uczęszczając na wieczorowe lekcje francuskiego, które sam opłacał. Jego jedynym zamiłowaniem była zarzuela. Nigdy nie ożenił się, chociaż był związany z kobietą, której dziecko traktował jak swoje własne.
W latach Sześciolecia Demokratycznego (1869-1875) w Madrycie odbywały się spotkania Międzynarodówki, w których Iglesias brał udział. Spowodowało to liczne prześladowania ze strony różnych drukarni oraz zwolnienia z pracy, aż do roku 1874, w którym to objął stanowisko przewodniczącego Powszechnego Związku Sztuki Drukarskiej. Pozycję tę wykorzystał do przygotowywania w konspiracji nowej robotniczo-socjalistycznej partii politycznej, której oficjalne powstanie datuje się na 2 maja 1879 roku jako Hiszpańska Socjalistyczna Partia Robotnicza. Została zalegalizowana dopiero w 1881, a swój pierwszy kongres odbyła w roku 1889. Rezygnując z prezesostwa Powszechnego Związku Sztuki Drukarskiej, objął najwyższe stanowisko w Zrzeszeniu Drukarzy Hiszpańskich.
12 maja 1886 ukazał się pierwszy numer czasopisma „El Socialista”, propagującego poglądy robotniczo-syndykalistyczne, które wydawane jest do dziś.
12 sierpnia 1888 odbył się I Narodowy Kongres Robotniczy, którego celem było utworzenia pierwszej narodowej organizacji, która broniłaby interesów robotników. 14 sierpnia na drugim spotkaniu Pablo Iglesias zaproponował nazwę organizacji „Powszechny Związek Robotników”. Nazwa została przyjęta, a na przewodniczącego organizacji został powołany Antonio García Quejido. Organizacja poszerzała swoje wpływy wśród klasy robotniczej (przede wszystkim w Asturias i Vizcaya). W roku 1899 Pablo Iglesias został mianowany na przewodniczącego UGT, funkcję tę pełnił aż do śmierci. W tym samym roku reprezentował PSOE na Kongresie powołującym Drugą Międzynarodówkę.
W 1890 stał na czele pierwszego pierwszomajowego pochodu, w którym żądano 8-godzinnego dnia pracy i zaprzestania zatrudniania dzieci. W tym samym roku odbył się II Kongres PSOE, na którym zadecydowano o udziale w wyborach jako partia republikańska o poglądach socjalistyczno-robotniczych. W wyborach w 1905 roku Pablo Iglesias, Largo Caballero i García Ormaechea zostali wybrani na radnych Madrytu.
W 1909 roku Iglesias został zatrzymany w związku z przebiegiem Powstania w Barcelonie przez zatwierdzenie manifestu nawołującego do strajku generalnego. W 1910 roku trafił do parlamentu z ramienia partii socjalistycznej. Dzięki temu PSOE po raz pierwszy w historii miała swoją grupę parlamentarną. W 1919 ze względu na pogarszający się stan zdrowia oraz ostre zapalenie płuc Iglesias zrzekł się częściowo pełnionych przez siebie urzędów.
Podczas nadzwyczajnego kongresu PSOE w kwietniu 1921 doszło do ostatecznego rozłamu: gdy delegaci większością głosów zadecydowali o przystąpieniu PSOE do Międzynarodówki Socjalistycznej, zwolennicy Kominternu opuścili szeregi partii i tego samego dnia założyli Hiszpańską Komunistyczną Partię Robotników (PCOE).
Pablo Iglesias zmarł 9 grudnia 1925 w Madrycie. W pogrzebie uczestniczyło 150 tys. obywateli. Jego ciało zostało zabalsamowane i wystawione w Kaplicy de la Casa del Pueblo w Madrycie.